# Znàmenka (Kursk)
Znàmenka (en rus: Знаменка) és un poble de l'óblast de Kursk, a Rússia, que en el cens del 2010 tenia 465 habitants. Pertany al districte rural de Gorxétxnoie.